# Fondation Temimi pour la recherche scientifique et l'information
Pour les articles homonymes, voir Temimi.
 (février 2014).
La Fondation Temimi pour la recherche scientifique et l'information est une institution de recherche privée tunisienne fondée par l'historien Abdeljelil Temimi et spécialisée en sciences humaines et sociales.

## Histoire
Le projet de la fondation débute en 1974 avec la publication du premier numéro d'une revue d'histoire, la Revue d'histoire maghrébine. Abdeljelil Temimi organise dès 1981 des congrès d'histoire sur les Ottomans et les Morisques, jusqu'à la fondation en 1985 d'un centre de recherche basé à Zaghouan et appelé Centre d'études et de recherches ottomanes, morisques, de documentation et d'information. En 1995, le centre prend son nom actuel. En novembre 2004, le siège de la fondation est déplacé à Tunis.

## Objectifs
La fondation travaille pour la création d'une banque de données bibliographique couvrant l'histoire moderne et contemporaine de la Tunisie, la consolidation des liens de collaboration scientifique entre les chercheurs arabes et turcs, l'organisation de symposiums, de tables rondes et de réunions spécialisées, ainsi que la publication des travaux de ces congrès et l'édition de revues.

## Congrès
La fondation a organisé 122 congrès jusqu'en 2013 dont :
- 14 symposiums sur l'histoire des provinces arabes à l'époque ottomane ;
- 15 symposiums d'études morisques ;
- 10 congrès sur le corpus d’archéologie ottomane dans le monde ;
- 7 congrès sur la recherche scientifique dans le monde arabe ;
- 6 congrès sur Habib Bourguiba[1],[2],[3] ;
- 1 congrès sur le leader syndicaliste Farhat Hached[4] ;
- 3 congrès sur la lutte nationale tunisienne et maghrébine[5] ;
- 2 congrès sur la culture espagnole comme pont entre l'Occident et l'Orient à travers le Maghreb.

## Publications
La fondation publie plusieurs livres ainsi que trois périodiques : la Revue d'histoire maghrébine, l'Arab Historical Review for Ottoman Studies et la Revue arabe d’archives, de documentation et d’information.